# Ilha Vostok

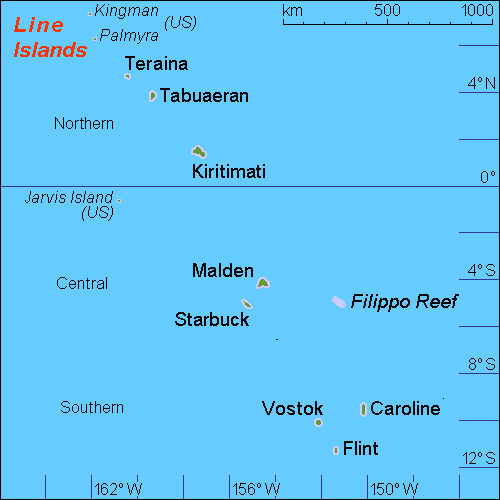
Ilhas da Linha (mapa); Vostok está no canto inferior direito da imagem.

A Ilha Vostok se localiza no Pacífico Sul, mais especificamente no Kiribati, é pertencente ao grupo de ilhas chamado Ilhas da Linha, tem a Leste a Ilha Caroline e ao Sul a Ilha Flint.
Por não ser habitada e por ser muito pequena, Vostok ainda mantém sua biodiversidade intacta ao contrário de muitas ilhas do Pacífico Sul que foram devastadas pelos seus "descobridores".
A ilha tem apenas 2,5 km², sendo a faixa de areia e a floresta tropical seus únicos ecossistemas terrestres, mas possui uma variedade muito grande de espécies marinhas ao seu redor, já que fica localizada próximo a barreira de coral Caroline.
Também conhecida como o Éden dos Tubarões, essa ilha foi descoberta em 3 de Agosto 1820 por navegador russo Fabian Gottlieb Thaddeus von Bellingshausen, que levava seu barco com o nome "Vostok" (trad. rus. Oriente).